# Elise Ruepp
Elise Ruepp (* 11. November 1790 in Zug; † 20. Oktober 1873 in Sarmenstorf), geborene Uttinger, auch genannt Lisette, war eine Schweizer Pionierin der Frauen- und Lehrerinnenbildung und Schülerin Johann Heinrich Pestalozzis.

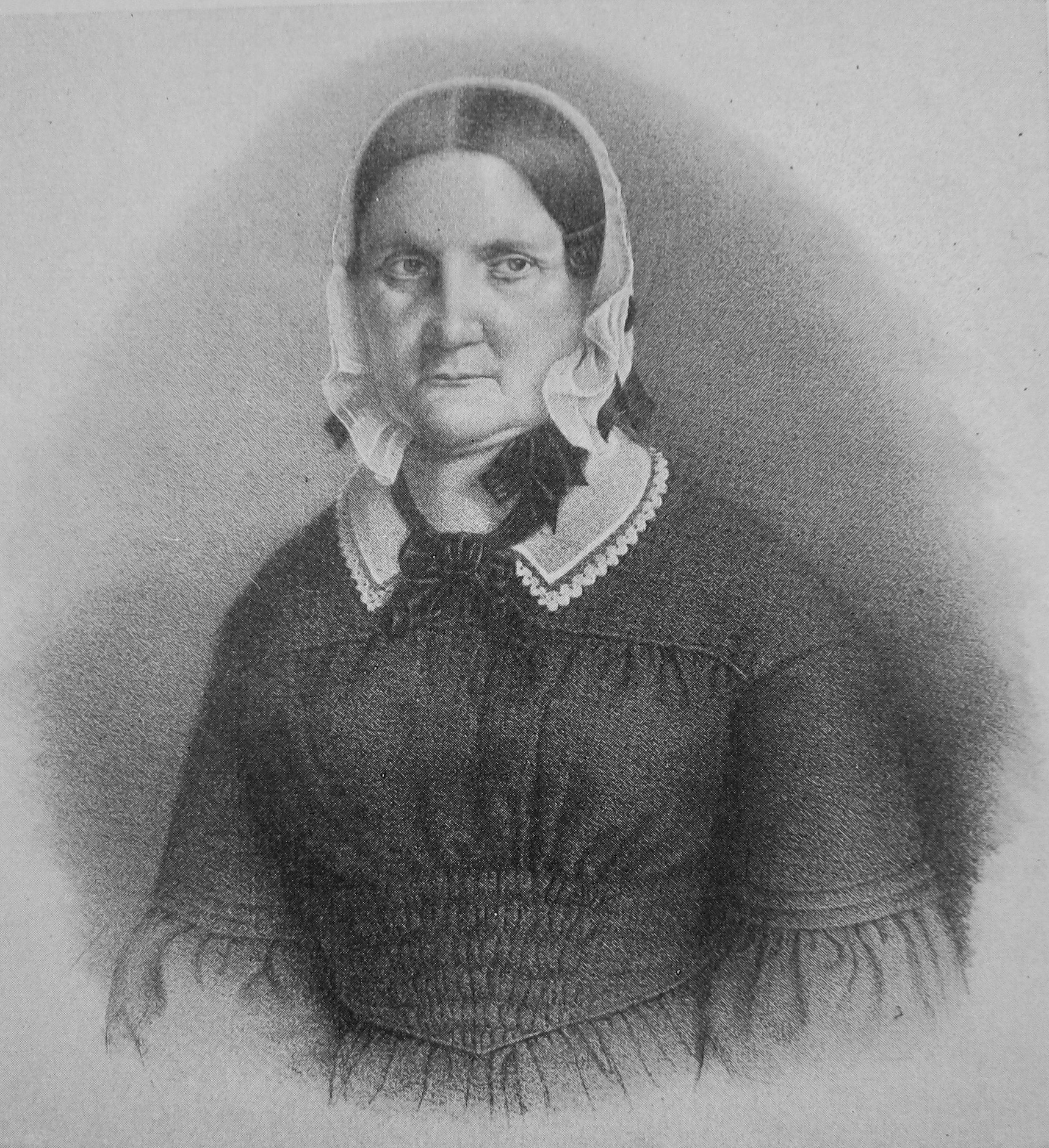
Bildnis der Schülerin von Johann Heinrich Pestalozzi, ca. 1860

## Leben
Von 1812 bis 1815 absolvierte sie das Lehrerinnenseminar bei Johann Heinrich Pestalozzi in Yverdon. Durch Pestalozzi wurde sie Philanthropin. 1816 heiratete sie den Bataillonsarzt Alois Ruepp (1785–1832), der in Sarmenstorf eine Praxis betrieb. Dieser war der Bruder von Jakob Ruepp. Als Arztfrau lag ihr ein ganzheitliches Bemühen um Volksgesundheit am Herzen. In der Zeit der Hungersnot von 1816/1817 gründete sie eine Suppenküche für die Armen des Dorfes. Nach dem frühen Tod ihres Mannes erlernte sie im benachbarten Wohlen die Strohflechterei und errichtete im Arzthaus Sarmenstorf eine Manufaktur. Sie beschäftigte Töchter des Dorfes, die sie auch im Haushalt ausbildete und im Lesen, Schreiben und Rechnen förderte. Zur Zeit einer Absatzkrise des Strohgeschäfts 1835 gab sie die Manufaktur auf und gründete im Arzthaus ein privates Töchterinstitut, das großen Zuspruch fand, da es eine ganzheitlich gerichtete Frauenbildung vermittelte und bis 1853 bestand. Ab 1838 bildete sie dort auch Lehrerinnen aus. Elise Ruepp wurde auch «Mueterli» (=Mütterchen) genannt. Unter anderem war sie mit dem Schweizer Politiker Augustin Keller und dessen Tochter Gertrud Villiger-Keller befreundet.
Ihr philanthropisches Leben wurde dargestellt vom Solothurner Volksschriftsteller Josef Reinhart (1875–1957) im Werk Mutterli, ein Lebensbild. Die literarisch gestaltete Lebensbeschreibung gibt einen guten Einblick in den Alltag der Menschen im aargauischen Freiamt, auch in dessen frühindustrielle Beschäftigungsstruktur der Strohflechterei (Geflecht- und Huthandel), und deren kunstvolle Heimarbeit. Da Josef Reinhart zeitgenössische Quellen und Dokumente verwendet hat, ist das Buch ein wertvoller Beitrag zur regionalen Volkskunde der Zeit.

## Mädchenbildung im Aargau im 19. Jahrhundert
Ab 1831 übernahm der Kanton Aargau das Schulwesen als staatliche Aufgabe. Im Schulgesetz von 1835 waren für Mädchen aber nur so genannte Arbeitsschulen vorgesehen, in denen der Handarbeitsunterricht einen grossen Platz einnahm. Gymnasien waren den Knaben vorbehalten. Höhere Ausbildungen für Frauen boten nur private Institute an. Erst ab 1865 erhielten die Mädchen dann auch Zugang zur Bezirksschule.

## Unterricht am Töchterinstitut
Der Lehrplan war von den Idealen Pestalozzis geprägt und auf die Rolle der Frau als Gattin, Mutter und Hausfrau ausgerichtet, enthielt aber auch wissenschaftliche Fächer.
Der Unterricht begann um 6 Uhr noch vor dem Frühstück mit einer Stunde Rechnen beziehungsweise Buchhaltung. Ab 8 Uhr folgten je eine Stunde Deutsch, Geschichte oder Geographie und Französisch. Nach der eineinhalbstündigen Mittagspause folgten ab 12.30 Uhr drei Stunden Unterricht in Handarbeit, während dessen der optionale Instrumentalunterricht stattfand. Nach einer Essenspause folgten ausser mittwochs und samstags noch einmal drei Stunden Unterricht bis 7 Uhr abends und zwar in Schreiben oder Lesen, Gesang oder Zeichnen und zum Schluss Religionsunterricht oder Naturgeschichte. Nachtruhe war um 9 Uhr abends. Sonntags waren Gottesdienstbesuche und ein gemeinsamer Spaziergang bzw. bei schlechtem Wetter Musik und Spiele vorgesehen. Daneben mussten die Schülerinnen im Turnus Haushaltsaufgaben übernehmen und ein eigenes Stück Gartenland bebauen. Eine der Schülerinnen war Margaretha Kieser, eine spätere Lehrerin und Jugendschriftstellerin.